# جیرغالانگ (رود)
جیرغالانگ (به لاتین: Jyrgalang) یک رود در قرقیزستان است که در استان ایسیق‌کول واقع شده‌است.